# Lira italiana
La lira italiana (plural italiano lire, símbolo monetario: ₤) fue la moneda oficial de Italia desde 1861 hasta 2002 antes de la introducción del euro el 1 de enero de 2002, siendo reemplazada definitivamente por éste.
La tasa de cambio fija era de 1.936,27 liras por cada euro. 
La lira fue también la moneda oficial del Reino Napoleónico de Italia, entre 1807 y 1814.
El término proviene del valor del peso físico de una libra de plata de alta pureza, guardando una relación directa con la libra esterlina; en algunos países, como Chipre y Malta, las palabras liras y libra fueron utilizados como sinónimos, antes de que el euro fuera aprobado en 2008 en ambos países.

## Historia
La lira data desde antes de Carlomagno. Al igual que la libra esterlina, representaba una libra peso de plata, y era equivalente a 20 soldi o 240 denari. Antes de la unificación, muchos de los estados italianos utilizaban la lira como su moneda oficial.
En 1807, el Reino Napoleónico de Italia, que ocupaba el noreste del actual territorio italiano, presentó la lira como su moneda. Igual al franco francés, estaba dividido en 20 soldi o 100 centesimi. Esta lira circuló hasta 1814 cuando el reino se desmembró.
Tras la creación del Reino de Italia bajo el gobierno de Víctor Manuel II en 1861, una lira se estableció, en 4,5 g de plata o 290,322 miligramos de oro. Esto fue una continuación directa de la liras utilizadas en el Reino de Cerdeña. Otras monedas que fueron sustituidas por la lira italiana fueron el florín de Lombardía, el piastra de Dos Sicilias, el fiorino de Toscana, el escudo pontificio y las liras de Parma. En 1865, Italia formó parte de la Unión Monetaria Latina, estableciéndose una paridad entre su valor y el del franco francés, el franco suizo y el franco belga.
La Primera Guerra Mundial rompió la Unión Monetaria Latina, traduciéndose en un aumento de precios generalizado en Italia. La Inflación fue parcialmente frenada por el entonces dictador Benito Mussolini, quien el 18 de agosto de 1926, estableció que el tipo de cambio entre liras y libra sería de £1 = 90 liras —la denominada Cuota 90-, aunque la tasa de cambio real había sido cercana a los 140-150 liras por libra. En 1927 un dólar estadounidense equivalía a 19 liras. Este tipo de cambio perduró hasta 1934, con una tasa de cambio separada para turistas, de US$1 = 24.89 liras. En 1939, el cambio oficial fue de 19,8 liras por dólar.
Después de la invasión de los aliados a Italia en junio de 1943, el tipo de cambio se fijó en US$1 = 120 liras (1 libra británica = 480 liras), reducido a 100 liras al mes siguiente. En las zonas ocupadas por Alemania, el tipo de cambio se fijó en 1 reichsmark = 10 liras.
Después de la guerra, el valor de la lira fluctuó, hasta fijar una paridad de US$1 = 575 liras dentro del sistema Bretton Woods en noviembre de 1947. El 21 de septiembre de 1949 fue devaluada a 625 liras por dólar. Esta tasa se mantuvo hasta el final del sistema de Bretton Woods en la década de 1970. En los años siguientes ocurrieron varios episodios inflacionarios, hasta que la lira fue sustituido por el euro.
La lira fue la unidad monetaria oficial de Italia hasta el 1 de enero de 1999, cuando fue reemplazada por el euro. La lira moneda dejó de ser legal el 28 de febrero de 2002. El tipo de conversión fue de 1936,27 liras por euro. Todos los billetes en uso inmediatamente antes de la introducción del euro, fueron intercambiables por euros en el Banco de Italia hasta el 29 de febrero de 2012, momento a partir del cual esta moneda quedó sin ningún valor.

## Redenominación
Aunque los billetes italianos llegaron a ser difíciles de utilizar debido a la gran cantidad de ceros, los esfuerzos para una redenominación no llegaron a fructificar por razones políticas hasta la introducción del euro, que ha tenido el efecto de eliminar demasiados ceros.

## Monedas

### Periodo napoleónico
Durante el Reino Napoleónico de Italia se acuñaron monedas entre 1807 y 1813 en las denominaciones de 1 y 3 centésimos, y un sueldo de cobre; 10 centésimos con un 20% de plata, 5, 10 y 15 sueldos; y 1, 2 y 5 liras con un 90% de plata, y 20 y 40 liras con un 90% de oro. Todas, excepto la moneda de 10 centésimos llevaban el retrato de Napoleón; las denominaciones inferiores a 1 lira tenían en su diseño una corona radiada, y las denominaciones mayores un escudo con los distintos territorios que formaban el Reino.

### Reino de Italia(1861-1946)
En 1861, las monedas se acuñaron en las cecas de Florencia, Milán, Nápoles y Turín en denominaciones de 1, 2, 5, 10 y 50 centésimos, y 1, 2, 5, 10 y 20 liras. Las monedas de valor más bajo se acuñaban en cobre, y las demás en metales preciosos. En 1863 las monedas inferiores a 5 liras redujeron su cantidad de plata de un 90% a un 83.50%, además de introducirse las monedas de 20 centésimos. En la década de los 70 se unificaron todas las cecas en Roma.
Aparte de la introducción en 1894 de los 20 centésimos de cuproníquel y las de 25 centésimos de níquel en 1902, el cono monetario se mantuvo prácticamente igual hasta la I Guerra Mundial.
En 1919, con una devaluación de la lira reducida a un quinto de su fuerza en 1914, la producción de monedas de 20 centésimos se detuvo y se acuñaron nuevas monedas de menor tamaño en denominaciones de 5, 10 y 50 centésimos, seguidas de monedas de 1 y 2 liras en 1922 y 1923, respectivamente. En 1926 se acuñaron monedas de plata de 5 y 10 liras con el mismo tamaño que las previas de 1 y 2 liras. En 1927 se introdujeron monedas de 20 liras de plata.
En 1936 se acuñó una última serie de monedas de plata, mientras que en 1939 el alto coste del cobre hizo que se empezaran a acuñar monedas de latón y níquel. En 1943 se detuvo toda la acuñación de monedas.

### República(1946-2002)

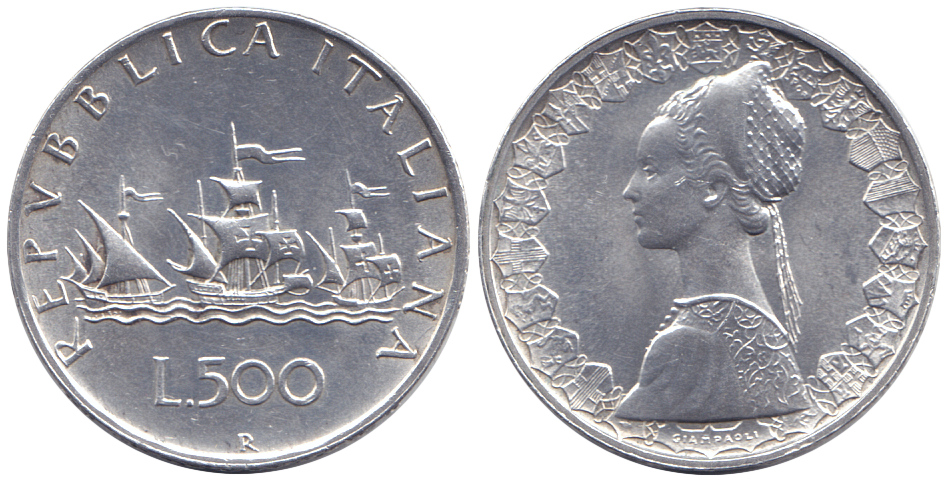
Moneda 500 liras 1960. Plata 835.

En 1946 la acuñación de monedas se restableció parcialmente, aunque solamente en 1948, con una devaluación de {\displaystyle 1/50} respecto a 1939, el número de monedas acuñadas excedió del millón de piezas. Para empezar, se acuñaron cuatro denominaciones en aluminio de 1, 2, 5 y 10 liras. Estas monedas circularon junto con las acuñaciones especiales del bando aliado (AM-Lira) y algunas de las devaluadas monedas del periodo monárquico. En 1951 el gobierno decidió reemplazar todas las monedas y billetes con nuevos tamaños reducidos en denominaciones de 1, 2, 5 y 10 liras de aluminio (aunque la moneda de 2 liras no se comenzó a acuñar entre 1951-1952) y en 1954-1955, se introdujeron monedas de acmonital en denominaciones de 50 y 100 liras, seguidas por las de 20 liras de bronce-aluminio en 1957 y las de 500 liras de plata en 1958. Debido al alto precio de la plata solo se acuñó un pequeño número de monedas para coleccionistas después de 1967.
En 1977 se introdujeron denominaciones de 200 liras de bronce-aluminio, seguidas en 1982 por las monedas de 500 liras bimetálicas. Este tipo de moneda fue el primero en acuñarse, utilizando un sistema patentado por la Zecca dello Stato. También fueron las primeras monedas en introducir su denominación en alfabeto braille.
La producción de monedas de 1 y 2 liras cesó en 1959, pero volvieron a acuñarse desde 1982 a 2001 para los coleccionistas. La producción de monedas de 5 liras se redujo a finales de la década de los 70 y dejó de circular en 1998. De manera análoga, en 1991 la producción de monedas de 10 y 20 liras se limitó, también para el coleccionismo. Los tamaños de las monedas de 50 y 100 liras se redujeron en 1990, pero en 1993 aumentaron de nuevo y cambió su diseño. Finalmente entre  1997 y 1998 se acuñó una moneda bimetálica de 1,000 liras.
Antes de la adopción del euro en Italia, las denominaciones que circulaban eran las siguientes:
| Imagen | Denominación | Metal     | Metal    | Diámetro (mm) | Peso (g) | Canto                | Anverso                                                          | Reverso                                                                                     |
| Imagen | Denominación | Anillo    | Centro   | Diámetro (mm) | Peso (g) | Canto                | Anverso                                                          | Reverso                                                                                     |
| ------ | ------------ | --------- | -------- | ------------- | -------- | -------------------- | ---------------------------------------------------------------- | ------------------------------------------------------------------------------------------- |
|        | 50 Liras     | Cu+Ni     | Cu+Ni    | 19.20         | 4.50     | Liso                 | Alegoría de la República con corona mural - REPVBBLICA ITALIANA  | 50 LIRE - Engranaje, racimo de uvas, rama de roble y laurel - Cornucopia - año de acuñación |
|        | 100 Liras    | Cu+Ni     | Cu+Ni    | 22.00         | 4.50     | Estriado discontinuo | Alegoría de la República con corona mural - REPVBBLICA ITALIANA  | 100 LIRE - Rama de olivo, espiga de trigo, delfín y gaviota - año de acuñación              |
|        | 200 Liras    | Cu+Al+Ni  | Cu+Al+Ni | 24.00         | 5.00     | Estriado             | Alegoría de la República - REPVBBLICA ITALIANA                   | 200 LIRE - Engranaje - año de acuñación                                                     |
|        | 500 Liras    | Acmonital | Cu+Al+Ni | 25.80         | 6.80     | Estriado discontinuo | Alegoría de la República con diadema alada - REPVBBLICA ITALIANA | L.500 - Plaza del Quirinal en Roma - Espiga de trigo y rama de olivo - año de acuñación     |
|        | 1000 Liras   | Cu+Al+Ni  | Cu+Ni    | 27.00         | 8.80     | Estriado discontinuo | Alegoría de la República con corona mural - REPVBBLICA ITALIANA  | L.1000 - Mapa de Europa - año de acuñación                                                  |

## Billetes
En 1882 el gobierno comenzó a emitir pequeños valores en papel con el nombre de Biglietto dello Stato. Estos se imprimieron en denominaciones de 5 y 10 liras, y ocasionalmente los de 25 liras desde 1895. También se emitieron pagarés con el nombre de Buono di Cassa entre 1893 y 1922 en denominaciones de 1 y 2 liras. La producción de los Biglietti dello Stato cesó en 1925, pero en 1935 se reanudó con denominaciones de 1, 2, 5 liras, y los de 10 liras en 1939.
La Banca d'Italia empezó a imprimir billetes en 1896 en denominaciones de 50, 100, 500 y 1000 liras. Entre 1918 y 1919 también se emitieron billetes de 25 liras, sin embargo no se introdujeron cambios hasta el final de la II Guerra Mundial.
En 1943, el bando aliado introdujo billetes de 1, 2, 5, 10, 50, 100, 500 y 1000 liras, seguidos en 1944 de una serie de Biglietti dello Stato de 1, 2, 5 y 10 liras, que circularon hasta ser reemplazados por las monedas de la última década de los años 40. En 1945, la Banca introdujo billetes de 5000 y 10 000 liras.
En 1951 el gobierno volvió a emitir billetes con el nombre oficial del país: "Repubblica Italiana". Las denominaciones eran de 50 y 100 liras que sustituían a las emisiones de los Biglietti dello Stato, y que circularon hasta que se acuñaron monedas de esas mismas denominaciones en los años 50. En 1966 se introdujeron billetes de 500 liras que sustituyeron a los antiguos Biglietti y que fueron reemplazados por las monedas bimetálicas en 1982.
En 1967 se imprimieron billetes de 50 000 y 100 000 liras, seguidos de las denominaciones de 20 000 liras en 1975 y 500 000 liras en 1997.
Antes de la entrada del euro, las denominaciones que circulaban eran las siguientes:
| Imagen del Billete | Denominación  | Color predominante | Dimensiones | Anverso                                                            | Reverso                                  |
| ------------------ | ------------- | ------------------ | ----------- | ------------------------------------------------------------------ | ---------------------------------------- |
|                    | 1000 liras    | Rosa               | 112 x 61 mm | 1000 - LIRE MILLE - Maria Montessori - BANCA D'ITALIA              | 1000 - Estudiantes                       |
|                    | 2000 liras    | Marrón             | 119 x 61 mm | 2000 - DUEMILA - Guglielmo Marconi - BANCA D'ITALIA                | 2000 - Antenas de radio y telégrafo      |
|                    | 5000 liras    | Verde              | 126 x 70 mm | 5000 - LIRE CINQUEMILA - Vincenzo Bellini - BANCA D'ITALIA         | 5000                                     |
|                    | 10 000 liras  | Gris               | 133 x 70 mm | 10000 - LIRE DIECIMILA - Alessandro Volta - BANCA D'ITALIA         | 10000 - Templo Voltiano                  |
|                    | 50 000 liras  | Violeta            | 149 x 70 mm | 50000 - LIRE CINQUANTAMILA - Gian Lorenzo Bernini - BANCA D'ITALIA | 50000                                    |
|                    | 100 000 liras | Rojo               | 156 x 70 mm | 100000 - LIRE CENTOMILA - Caravaggio - BANCA D'ITALIA              | 100000 - Bodegón                         |
|                    | 500 000 liras | Azul               | 163 x 78 mm | 500000 - LIRE CINQUECENTOMILA - Rafael Sanzio - BANCA D'ITALIA     | 500000 - Óleo de "La Academia de Atenas" |

## Divisas relacionadas con la lira italiana

### Ciudad del Vaticano
La lira vaticana fue la unidad monetaria oficial de la Ciudad del Vaticano. Tenía su paridad fijada a la lira italiana de acuerdo a los tratados económicos firmados con Italia. Dentro de la Ciudad del Vaticano también circulaba la lira italiana. Se acuñaron monedas en la Zecca dello Stato, con un valor más numismático que de uso común entre la población. Tras la adopción del euro por parte de Italia, y con los acuerdos económicos firmados por ambos estados, y con la aprobación de la Comisión Europea, la Ciudad del Vaticano también emite sus propios euros.

### San Marino
La lira de San Marino fue la unidad monetaria oficial de la República de San Marino. Al igual que la lira vaticana, tenía su paridad fijada a la lira italiana de acuerdo a los tratados económicos firmado con Italia. Asimismo, la lira italiana era de curso legal dentro de sus fronteras. Se acuñaron monedas en la Zecca dello Stato, con los mismos fines de coleccionismo que la lira vaticana, y con la adopción del euro por parte de Italia, al igual que la Ciudad del Vaticano, emite sus propias monedas de euro.

### Miniassegni
Los miniassegni (en singular: miniassegno) eran un tipo de notgeld que circulaba en Italia a finales de los años 1970 en lugar de cambio, ya que en aquella época las monedas de pequeña denominación eran escasas y a menudo eran sustituidas por caramelos, sellos, fichas de teléfono o incluso billetes de transporte público. Los primeros miniassegni aparecieron en diciembre de 1975 y posteriormente fueron emitidos por muchos bancos; tenían valores nominales de 50, 100, 150, 200, 250, 300 y 350 liras.